# صواريخ رجوم (منظومة عسكرية)
منظومة صواريخ رجوم قصيرة المدى عيار 114 او رجوم وتعني (راجمة صواريخ) هي نظام يسمح بإطلاق الصواريخ بشكل متعدد أنتجته وصنعته كتائب الشهيد عز الدين القسام وهذا النوع من الأنظمة يعتمد على إمكانية إطلاق الصواريخ المختلفة من على منصة واحدة  في وقت واحد أو بتسلسل سريع. وتُستخدم للقيام بأنواع متنوعة من العمليات العسكرية، بما في ذلك الدفاع الجوي، والضربات الدقيقة، والهجمات البرية.